# Schöner Pippau
Der Schöne Pippau (Crepis pulchra) ist eine Pflanzenart aus der Gattung Pippau (Crepis) in Familie der Korbblütler (Asteraceae).

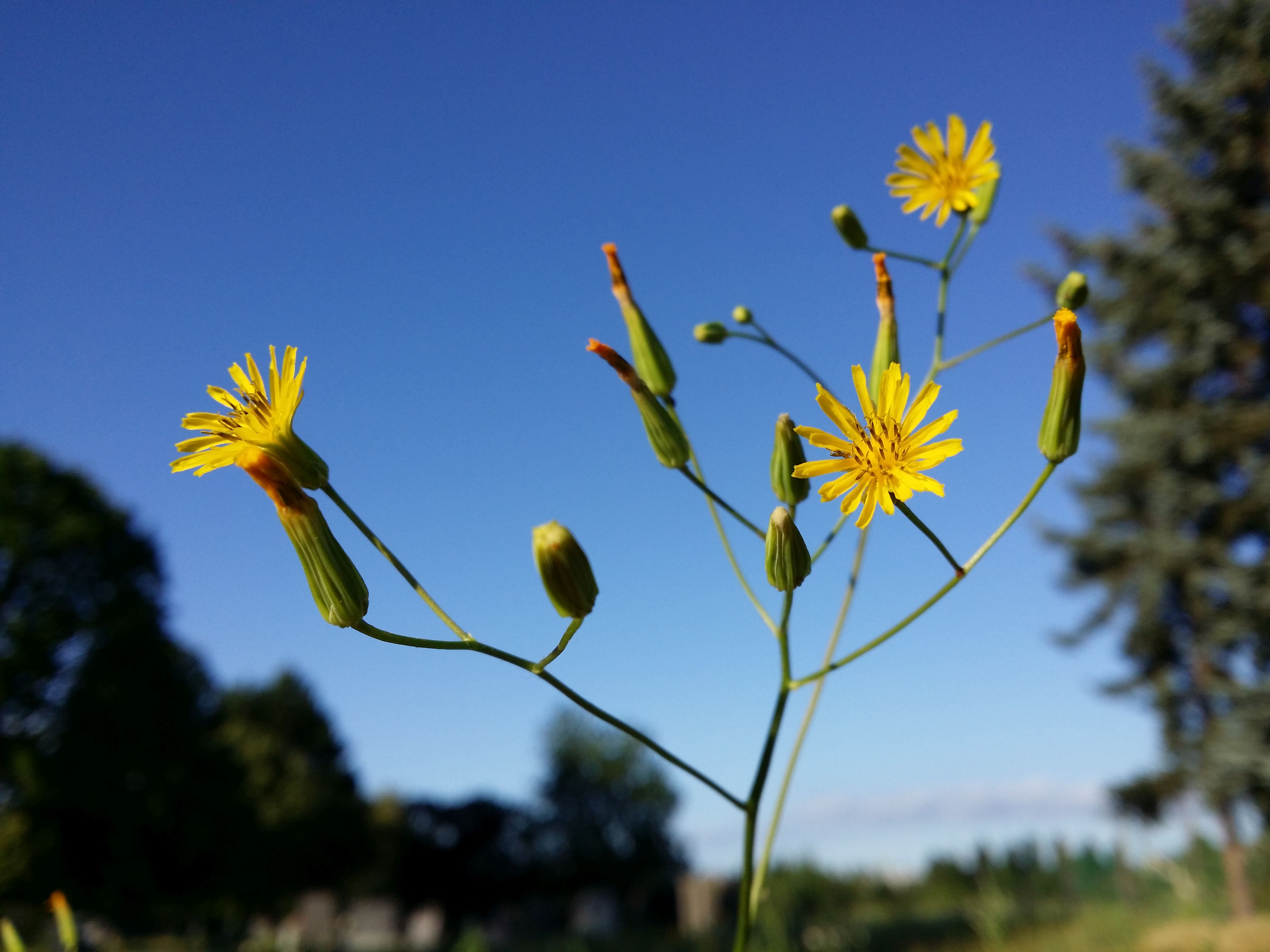
Gesamt-Blütenstand

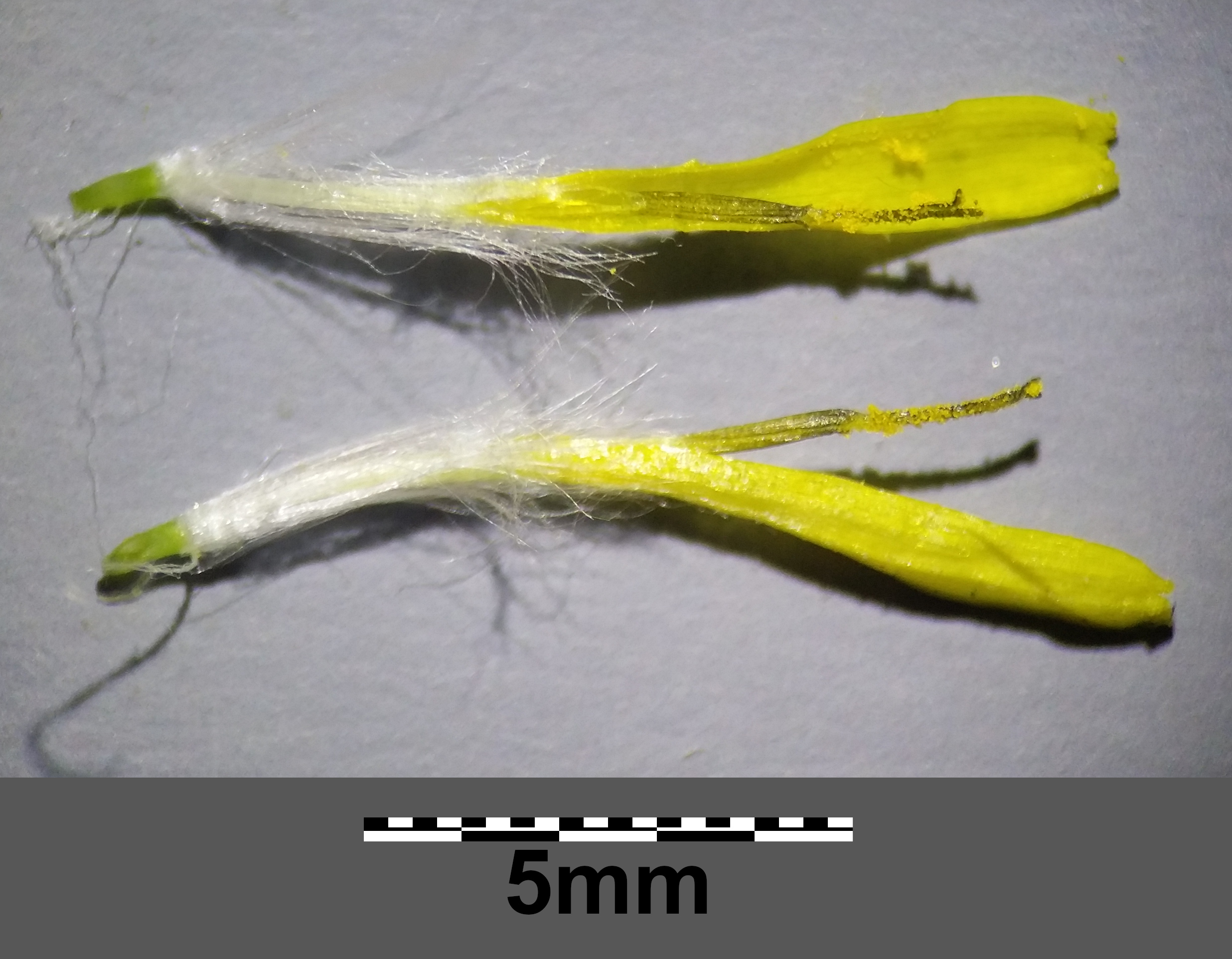
Zungenblüten

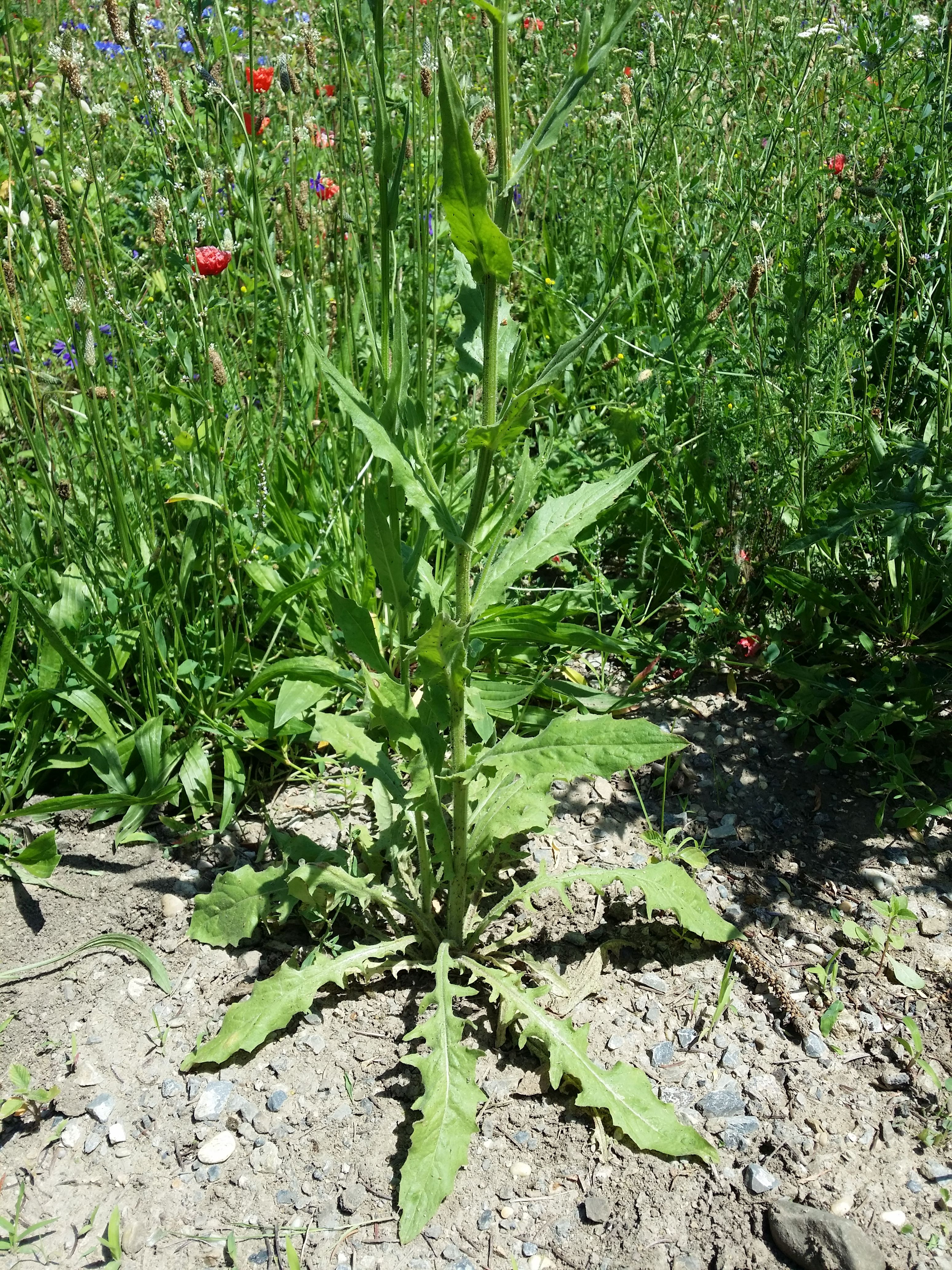
Stängel mit Blättern

## Beschreibung
Der Schöne Pippau ist eine einjährige krautige Pflanze und erreicht Wuchshöhen von 5 bis 100 cm. Der aufrechte, kantige Stängel ist im unteren Teil drüsig behaart und im oberen Teil kahl. Die grundständigen Laubblätter besitzen eine Blattspreite, die bei einer Länge von 3 bis 16 cm sowie einer Breite von 1 bis 3 cm lanzettlich mit verschmälerter Spreitenbasis und sie sind buchtig oder gezähnt bis fiederspaltig, selten ganzrandig. Die unteren Stängelblätter sind lanzettlich und weniger geteilt als die grundständigen Blätter. Die oberen Stängelblätter sind linealisch und sitzen mit gestutztem oder pfeilförmigem Grund am Stängel. 
In einem doldenrispigen Gesamtblütenstand stehen die körbchenförmigen Teilblütenstände zusammen. Die Blütenkörbe sind mit einem Durchmesser von 15 bis 17 mm ziemlich klein. Die Korbhülle ist 5 bis 8 mm lang und 3 bis 6 mm breit. Die Achänen sind zehn- bis zwölfrippig; sie sind alle gleichförmig oder die inneren sind von den äußeren verschieden. Dann haben die äußeren Achänen im Gegensatz zu den inneren keinen Pappus.
Die Blütezeit liegt zwischen Juni und Juli. Die Blütenkörbe sind nur vormittags geöffnet; in Innsbruck zum Beispiel öffnen sie sich zwischen 6 und 7 Uhr und schließen sich zwischen 9 und 10 Uhr.
Die Chromosomenzahl beträgt 2n = 8.

## Ökologie
Pflanzengallen werden durch Heterodera radicicola hervorgerufen.

## Vorkommen
Das Verbreitungsgebiet des Schönen Pippau umfasst Europa, Nordafrika, Vorderasien, Zentralasien und Pakistan. In Europa kommt der Schöne Pippau von Südeuropa bis Mitteleuropa und Osteuropa vor, weiter nördlich kommt er nur unbeständig verschleppt vor.
Der Schöne Pippau gedeiht auf mäßig frischen, nährstoffreichen, meist kalkhaltigen Lehm- oder Löss-Böden, an Wegen, an Ackerrändern und in Weinbergen. Der Schöne Pippau ist eine Ordnungscharakterart der Onopordetalia, kommt aber auch im Conyzo-Lactucetum aus dem Verband Sisymbrion oder in Gesellschaften der Verbands Fumario-Euphorbion vor. Er steigt in Südtirol bis über 1000 Meter Meereshöhe auf.
Die ökologischen Zeigerwerte nach Landolt et al. 2010 sind in der Schweiz: Feuchtezahl F = 2 (mäßig trocken), Lichtzahl L = 3 (halbschattig), Reaktionszahl R = 4 (neutral bis basisch), Temperaturzahl T = 4+ (warm-kollin), Nährstoffzahl N = 4 (nährstoffreich), Kontinentalitätszahl K = 4 (subkontinental).

## Taxonomie und Systematik
Der Schöne Pippau wurde 1753 von Carl von Linné in Species Plantarum, Tomus 2, S. 805 erstnachgewiesen. Synonyme der Art sind Crepis hispanica Pau, Crepis pulcherrima Grossh., Chondrilla pulchra (L.) Lam., Lapsana pulchra (L.) Vill., Launaea pulchra (L.) Pavlov und Prenanthes pulchra (L.) DC. Linné hatte die Benennung von Johann Bauhins Hieracium pulchrum übernommen.
Man kann folgende Unterarten unterscheiden:
- Crepis pulchra subsp. africana Babc.: Sie kommt in Algerien vor.[6]
- Crepis pulchra subsp. pulchra: Sie kommt ursprünglich von Nordafrika und Europa bis zum Iran und Zentralasien vor.[5]
- Crepis pulchra subsp. turkestanica Babc.: Sie kommt im Irak, Iran, Afghanistan, Pakistan, Turkmenistan und im westlichen Himalaja vor.[5]